# 長谷川宗良
長谷川 宗良（はせがわ ひろかず、1974年 - ）は、日本の化学者。東京大学大学院総合文化研究科広域科学専攻准教授。茨城県出身。

## 略歴
- 1992年 東京理科大学理学部化学科卒業
- 1998年 東京大学大学院総合文化研究科修士課程修了
- 2002年 東京大学大学院理学系研究科博士課程修了、博士（理学）
- 2002年 理化学研究所基礎科学特別研究員
- 2005年 分子科学研究所助教
- 2010年 東京大学大学院総合文化研究科准教授

## 所属学会
- 日本化学会
- 日本物理学会
- 分子科学会
- 日本分光学会
- 原子衝突研究協会
- 強光子場研究懇談会など

## 主な研究分野
- 原子・分子・量子エレクトロニクス
- 物理化学

## 主な研究キーワード
- 高強度レーザー場
- 非線形過程
- 超短パルス
- 分子配列
- 分子分光